# Sistemas de Thue-Semi
Na ciência da computação e na matemática, um sistema de Thue-Semi é um sistema de cadeia reescrito. Recebeu o nome devido aos trabalhos do matemático norueguês Axel Thue, que iniciou tratamentos sistemáticos à sistemas de cadeia reescritos nos princípios do século XX.

## Definição
Sendo {\displaystyle \Sigma } um alfabeto finito, e {\displaystyle \Sigma ^{*}} a trava de Kleene sobre {\displaystyle \Sigma }. Então um sistema de Thue-Semi é um invólucro {\displaystyle T:=(\Sigma ,R)} com
{\displaystyle R\subseteq \Sigma ^{*}\times \Sigma ^{*}.}
Os elementos de R são chamados de produções ou regras reescritas, e são habitualmente escritos como regras    de  {\displaystyle u\rightarrow v}. Note que R pode ser infinito; mas caso um sistema de thue-semi seja simétrico (i.e. {\displaystyle R^{-1}=R}), ele será chamado de sistema de Thue.
Um SRS pode ser definido diretamente como um sistema de reescrita abstrata. Também pode ser visto como um tipo restrito de um sistema reescrevendo termos. Como formalismo, os sistemas de reescrita de strings são Turing complete. O nome semi-Thue vem do matemático norueguês Axel Thue, que introduziu o tratamento sistemático dos sistemas de reescrita de cordas em um artigo de 1914. Thue introduziu essa noção na esperança de resolver o problema da palavra para semigrupos finitamente apresentados. Somente em 1947 o problema mostrou ser  indecidível & mdash; este resultado foi obtido independentemente por Emil Post e A. A. Markov Jr..